# Palazzo del Parlamento del Delfinato
Il palazzo del Parlamento del Delfinato (in francese palais du parlement du Dauphiné) è un edificio storico di Grenoble, in Francia, le cui parti più antiche risalgono al XV secolo. Si trattava in origine della sede della corte civile, detta Parlamento del Delfinato, istituita da Luigi XI nel 1453.